# George Santos
Pour les articles homonymes, voir Santos (homonymie).
Ne pas confondre avec le footballeur franco-cap-verdien Georges Santos.
George Santos, né le 22 juillet 1988 à New York (États-Unis), est un homme politique américain, membre du Parti républicain. Il est élu en 2022 pour représenter la 3e circonscription de  New York au Congrès américain, qui couvre une partie du nord de Long Island et du nord-est du Queens, après avoir disputé sans succès le siège deux ans plus tôt.
Six semaines après son élection, le New York Times et d'autres organes de presse rapportent que la plupart des affirmations autobiographiques de Santos semblent être inventées, y compris des affirmations sur son ascendance, son éducation, son emploi, son travail caritatif et sa propriété. Il a affirmé que les parents de sa mère étaient des juifs ukrainiens qui avaient fui le génocide vers le Brésil, mais des documents obtenus par plusieurs sources ont montré que les parents de sa mère étaient nés au Brésil et qu'aucun de ses ancêtres n'était ukrainien ou juif. Il y a eu plusieurs jugements contre Santos dans des affaires d'expulsion et de dette personnelle aux États-Unis, et il admet la réalité des accusations de fraude (qu'il nie maintenant) au Brésil.
Sept semaines après son élection, Santos a admis avoir menti sur ses antécédents scolaires et professionnels,,. Il a également admis des mensonges concernant sa propriété foncière. Après avoir prétendu à l'origine avoir des « croyances d'origine juive », Santos a déclaré plus tard : « Je n'ai jamais prétendu être juif […] J'ai dit que j'étais en quelque sorte juif. »
Il est expulsé du Congrès à la suite d'un vote bipartisan le 1er décembre 2023.
Accusé de s’être servi illégalement des identités et de données financières personnelles de donateurs à sa campagne pour leur subtiliser des fonds, il est condamné en avril 2025 à sept ans de prison pour corruption. Il débute sa peine en juillet suivant.

## Biographie

### Origines et débuts
L'arrière-grand-père maternel de Santos est né en Belgique et a immigré au Brésil en 1884. Les parents de Santos sont nés au Brésil et il a prétendu avoir la double nationalité.
Santos a affirmé que ses grands-parents maternels étaient des juifs ukrainiens qui ont fui en Belgique puis au Brésil pour échapper à la Shoah pendant la Seconde Guerre mondiale, mais les registres généalogiques et d'autres preuves montrent que les ancêtres de Santos ont vécu au Brésil pendant au moins trois générations et qu'il n'y a rien pour indiquer qu'ils ont un lien avec l'Ukraine, qu'ils ont un héritage juif ou qu'ils sont des survivants de l'holocauste,,. Les versions archivées de son site web de campagne datant du début de 2022 indiquent que ses grands-parents ont fui l'Europe pendant la guerre et les décrivent comme belges,. Santos affirme également que son père avait des racines angolaises. En novembre 2022, Santos déclare au Jewish Insider que « les croyances juives de sa mère… sont les miennes,. » En décembre 2022, Santos déclare au New York Post : « Je n'ai jamais prétendu être juif… Je suis catholique. Parce que j'ai appris que ma famille maternelle avait des origines juives, j'ai dit que j'étais « jew-ish ». » En traduction libre, « jew-ish » peut signifier « en quelque sorte juif » ou « un peu juif ». En fait, dans un document de position de campagne envoyé à des groupes juifs, Santos déclare qu'il était « un fier juif américain » et affirme qu'il s'était rendu plusieurs fois en Israël.
Sur son site web de campagne, Santos écrit que sa mère était « la première femme cadre d'une grande institution financière et qu'elle travaillait dans la tour sud du World Trade Center et avait survécu aux attentats du 11 septembre. » La profession réelle de sa mère a été décrite comme domestique ou infirmière à domicile. Santos a décrit sa famille comme des propriétaires d'entreprise riches et prospères, mais un prêtre catholique a rapporté que Santos lui avait dit que la famille ne pouvait pas se permettre des funérailles lorsque la mère de Santos est décédée en 2016,. Le prêtre a rappelé qu'une collecte lors d'une messe commémorative avait permis de récolter une somme "significative" pour la famille, qu'il a donnée à Santos.
Après avoir obtenu un diplôme d'équivalence d'études secondaires, Santos a apparemment passé du temps au Brésil. En 2008, Santos (alors âgé de 19 ans) y vole un chéquier à un homme qui était pris en charge par la mère de Santos et rédige des chèques frauduleux. Il reconnait les faits puis est accusé de fraude par chèque, mais ne répond pas à la convocation du tribunal ; les autorités brésiliennes ont déclaré au New York Times que l'affaire n'était toujours pas résolue. Dans son interview au Post une semaine après que le Times eut rapporté cela, Santos nie les faits. « Je ne suis pas un criminel ici, ni ici, ni au Brésil, ni dans aucune autre juridiction du monde », a-t-il déclaré. « Absolument pas. Cela ne s'est pas produit. » Le Times note qu'il disposait de documents sur les accusations.
Santos affirme être titulaire d'un bachelor en finance et en économie du Baruch College mais l'école n'en a aucune trace, et la période que Santos déclare avoir passé à Baruch coïncide avec son séjour au Brésil. Il prétend également détenir une maitrise en administration des affaires de l'université de New York, mais l'établissement n'a aucune trace de sa participation. En décembre 2022, Santos déclare au Post : « Je n'ai obtenu mon diplôme d'aucun établissement d'enseignement supérieur. Je suis gêné et désolé d'avoir embelli mon CV… Nous faisons des choses stupides dans la vie. »

### Carrière et revendications
D'octobre 2011 à juillet 2012, Santos travaille comme représentant du service client dans un centre d'appels pour Dish Network à College Point, dans le Queens,. Pendant ce temps, Santos aurait dit à des connaissances et à des collègues que sa famille était riche et possédait de vastes propriétés immobilières aux États-Unis et au Brésil. Il répète cette affirmation lors de sa campagne au Congrès de 2022, affirmant que lui et sa famille possédaient 13 propriétés locatives à New York. Aucune de ces propriétés n'a été répertoriée sur les formulaires de divulgation financière de sa campagne ou dans les archives publiques. Santos admet au Post que l'affirmation était fausse et qu'il ne possédait aucune propriété à la fin de 2022.
Un avis du tribunal de Rio de Janeiro datant de 2013 concernant des accusations de détournement de fonds contre Santos le décrit comme un « enseignant américain » de 25 ans, célibataire. En septembre 2014, une connaissance prête à Santos plusieurs milliers de dollars dont il dit qu'il avait besoin pour emménager avec son petit ami. La connaissance rappelle que Santos avait prétendu être diplômé de l'école de commerce de NYU, même si Santos ne semblait pas savoir que cette école était communément connue sous le nom de Stern School. Santos a refusé de rembourser l'argent ; un juge a ensuite rejeté son affirmation selon laquelle l'argent avait été un cadeau et a ordonné à Santos de le rembourser avec intérêts, ce qu'il n'avait pas fait en 2022.
Santos prétend avoir fondé en 2013 Friends of Pets United, qu'il décrit comme une organisation caritative pour la protection des animaux  et affirme l'avoir dirigée jusqu'en 2018. Il affirme que le groupe était alors un organisme de bienfaisance exonéré d'impôt, mais l'Internal Revenue Service n'a aucune trace que le groupe fût enregistré en tant qu'organisme bénéficiant d'une telle exonération. Le groupe a bien organisé un évènement de collecte de fonds en 2017 pour une organisation de protection d'animaux sitée dans le New Jersey, mais le dirigeant de cette organisation a déclaré que Santos ne lui avait jamais versé les fonds récoltés par ce biais,.
Santos se décrit comme un « financier et investisseur chevronné de Wall Street » et déclare qu'il avait travaillé pour Citigroup et Goldman Sachs, mais aucune des deux sociétés n'a de trace de lui. Le site web de la campagne de Santos a déclaré que Santos « a commencé à travailler chez Citigroup en tant qu'associé et a rapidement progressé pour devenir un gestionnaire d'actifs associé dans la division des actifs réels de l'entreprise. » Cependant, Citigroup a vendu sa division de gestion d'actifs en 2005. L'emploi revendiqué chez Citigroup coincidait avec son emploi en tant que représentant du service client de Dish Network au cours de la même période. Il a précisé au Post qu'un employeur ultérieur avait été en société en commandite avec ces sociétés et que son affirmation selon laquelle il y avait été employé était « un mauvais choix de mots […] Je serai plus clair à ce sujet. »
Il affirme également avoir travaillé pour MetGlobal et pour LinkBridge Investors en 2019, devenant finalement vice-président, selon son formulaire de divulgation de campagne et un document de la société. Alors qu'il se présentait au Congrès, il a quitté LinkBridge pour devenir directeur régional d'Harbor City Capital, une société de Floride que la Securities and Exchange Commission a par la suite accusée d'avoir dirigé un stratagème de Ponzi de 17 millions de dollars. Santos n'a pas été personnellement nommé dans le procès, pas plus que ses autres collègues, et il a publiquement nié toute connaissance de la fraude.
Selon ces informations financières, Santos était l'unique propriétaire et membre dirigeant de l'organisation Devolder qui, selon lui, était une entreprise familiale qui gérait 80 millions de dollars d'actifs. Sur les formulaires de divulgation financière, Santos a qualifié Devolder de société de « conseil en introduction de capital. » Bien que basée à New York, la société était enregistrée en Floride, où elle a été dissoute en 2022 pour avoir omis de déposer des rapports annuels. Lors sa campagne de 2022 pour le Congrès, Santos a prêté plus de 700 000 dollars à sa campagne et a déclaré avoir reçu un salaire de 750 000 dollars et des dividendes compris de 1 à 5 millions de dollars de Devolder, même s'il a également indiqué la valeur estimée de l'entreprise dans la même fourchette. Malgré les affirmations sur la taille de l'entreprise, les formulaires de divulgation financière de Santos ne mentionnaient aucun client utilisant les services de l'entreprise ; trois experts en droit électoral interrogés par le Times ont déclaré que cette omission « pourrait être problématique si de tels clients existent. » Le 20 décembre 2022, le lendemain de la publication de l'article du Times, Santos a réenregistré l'organisation Devolder en Floride. Josh Marshall a rapporté sur Talking Points Memo que Santos s'était inscrit comme agent enregistré sur les documents, ce qui ne pouvait être fait que s'il vivait en Floride et non à New York. Il a donné comme adresse postale de l'entreprise un appartement de Merritt Island acheté par un couple en août.
Dans une interview de novembre 2022, Santos évoque la fusillade de la discothèque Pulse à Orlando, en Floride, déclarant : « Il m'est arrivé, à l'époque, d'avoir des gens qui travaillaient pour moi dans le club […] Mon entreprise à l'époque, nous avons perdu quatre employés qui étaient à Pulse. » Aucune des 49 victimes tuées dans l'attaque ne semble avoir de lien avec l'une des sociétés nommées dans la biographie de Santos. Plus tard, dans une interview WABC de décembre 2022, Santos change sa version, déclarant : « Nous avons perdu quatre personnes qui allaient venir travailler pour l'entreprise que je démarrais à Orlando. »

### Carrière politique et opinions
George Santos est le premier républicain non sortant ouvertement homosexuel élu au Congrès,.
Santos est proche politiquement de Donald Trump. Dès sa première semaine à la Chambre, il affiche sa proximité avec Lauren Boebert et Matt Gaetz, deux des élus radicaux de la mouvance trumpiste, et a été invité au micro de Steve Bannon, l'ancien conseiller de Donald Trump. Ses premiers recrutements, comme élu, sont des militants d'extrême droite.
Il a qualifié la violence policière de "concept inventé". Dans un discours prononcé en 2022 au Whitestone Republican Club à Whitestone, dans le Queens, Santos qualifie l'avortement de "barbare" et le compare à l'esclavage. Il prend part à des initiatives républicaines anti-LGBTQ. Devant la Republican Jewish Coalition, il promet de lutter contre l’antisémitisme, de s'engager pour la défense des intérêts d'Israël et de rester intransigeant sur l’Iran.

#### Élection à la Chambre des États-Unis de 2020
Santos se présentait comme républicain à la Chambre des représentants des États-Unis dans le 3e district du Congrès de New York contre le titulaire démocrate Tom Suozzi. Il perd contre ce dernier avec 43,4 % des voix contre 55,9 % , soit un écart d'environ 46 000 voix.

#### Activisme post-électoral 2020
Le 6 janvier 2021, Santos assiste au rassemblement Stop the Steal du président Donald Trump à l'Ellipse de Washington, DC. Santos déclare plus tard que Trump « était plein d'énergie », a prononcé « un grand discours ». C'est après ce discours qu'une foule de partisans de Trump attaque le Capitole et perturbe le décompte des votes électoraux qui ont officialisé la défaite de Trump lors de l'élection présidentielle de 2020,. Santos déclare plus tard qu'il n'avait « jamais [été] sur le terrain du Capitole » le 6 janvier ; l'a appelé un « jour triste et sombre » ; et reconnait que Joe Biden a remporté équitablement les élections de 2020,. Mais il a ensuite été capturé sur vidéo en disant qu'il avait signé un « bon chèque à un cabinet d'avocats » pour contribuer à la défense des personnes arrêtées le 6 janvier, en disant : « Je ne veux pas rendre public [ce geste], mais [je suis] assez catégorique à ce sujet. Imaginez entrer par effraction dans votre propre maison et être accusé d'intrusion. »

#### Élection à la Chambre des États-Unis de 2022
En 2022, Santos s'est de nouveau présenté pour le 3e district du Congrès, bien que les frontières du district aient été différentes après le cycle de redécoupage de 2020. Il s'est présenté contre le démocrate Robert Zimmerman. Santos et Zimmerman sont tous deux ouvertement homosexuels, ce qui en fait le premier exemple de deux candidats ouvertement LGBTQ en compétition l'un contre l'autre lors d'une élection générale pour un siège au Congrès,,.
Santos a déposé les formulaires de divulgation financière personnelle exigés des candidats au Congrès par la Chambre début septembre, 20 mois après la date d'échéance, alors qu'il avait collecté 5 000 dollars en fonds de campagne. Le chef de la Côte-Nord[Qui ?] a pris note du contraste entre eux et des formulaires similaires qu'il avait déposés pour les élections de 2020. En 2020, il avait donné une valeur nette de 5 000 dolars et affirmait que son seul revenu était son salaire de 50 000 dollars à Harbour Hill. Mais en 2022, il a déclaré qu'il valait jusqu'à 11 millions de dollars, dont 1 à 5 millions de dollars de comptes bancaires personnels, un logement en copropriété à Rio évalué entre un demi-million et un million de dollars et des intérêts commerciaux représentant le reste. Il n'a signalé aucune propriété immobilière aux États-Unis, en contradiction avec les affirmations passées selon lesquelles il possédait deux manoirs à Long Island, dont l'un, dans les Hamptons. Il aurait dit à ses collègues républicains qu'il vendait le dernier pour environ 10 millions de dollars parce qu'il l'utilisait rarement (le chef a rapporté qu'à l'époque, quelqu'un sans lien avec Santos en était propriétaire et qu'il était évalué à 2 millions de dollars).
Le chef a également noté qu'un prêt de 600 000 dollars que Santos avait déclaré avoir accordé à sa campagne plus tôt dans l'année sur ses formulaires de divulgation financière n'était pas répertorié comme un passif sur ses formulaires personnels, même s'il avait divulgué un prêt automobile de 20 à 50 000 dollars qu'il avait contracté pour la Nissan qu'il conduisait. Il n'a réclamé aucun revenu.
Lors sa campagne, Santos fait de grosses dépenses ; il utilise les fonds de la campagne pour payer des chemises pour le personnel de Brooks Brothers, des repas au restaurant du grand magasin Bergdorf Goodman et 40 000 dollars en billets d'avion, y compris vers des destinations hors de l'État en Californie, au Texas et en Floride (séjour aux Breakers à Palm Beach). Le chef approuve Zimmerman dans la course, qualifiant Santos de « très probablement juste un fabuliste - un faux,. »
Santos bat Zimmerman aux élections de novembre 2022, d'environ huit points de pourcentage, renversant le district (dans ce que les observateurs considéraient comme un « léger bouleversement ») et aidant les républicains à reprendre le contrôle de la Chambre par une marge étroite.
Après avoir remporté l'élection au Congrès, Santos a été l'un des nombreux républicains entrants de la Chambre à assister à un gala de Manhattan mettant en vedette des politiciens républicains aux côtés de nationalistes blancs, de théoriciens du complot et d'autres personnalités d'extrême droite,. En plus de Santos, qui a été présenté comme un « invité spécial », l’évènement, organisé par le New York Young Republican Club, a présenté la représentante Marjorie Taylor Greene, les représentants républicains élus Cory Mills et Mike Collins, conspirateur d'extrême droite, Jack Posobiec, l'écrivain suprémaciste blanc Peter Brimelow et les membres du Parti de la liberté d'Autriche et Alternative pour l'Allemagne, deux partis européens de droite avec un héritage autoritaire.

## Révélations sur de fausses déclarations biographiques
Le 19 décembre 2022, après que Santos a remporté les élections de 2022 mais avant qu'il ne prenne ses fonctions en janvier 2023, le New York Times publie un article rapportant qu'il avait apparemment déformé de nombreux aspects de sa vie et de sa carrière, y compris ses études et ses antécédents professionnels. Un avocat de Santos déclare sur twitter le jour même que le rapport était une « diffamation » et « diffamatoire », mais sans aborder la substance des critiques. Santos ne produit dans les jours qui suivent aucun document pour étayer ses dénégations, malgré plusieurs demandes du Times en ce sens,,, et bien qu'il ait déclaré sur Twitter :« J'ai mon histoire à raconter et elle sera racontée la semaine prochaine,. » D'autres agences de presse confirment les faits rapportés dans le reportage du Times,.
Les démocrates, y compris Zimmerman, interpellent le comité d'éthique de la Chambre, la commission électorale fédérale et le bureau du procureur américain pour qu'ils enquêtent sur la conduite de Santos,. Common Cause, un groupe de surveillance non partisan, déclare que Santos devrait démissionner ou ne pas siéger à la Chambre, dans l'attente d'une enquête sur la « litanie de tromperies », ; le directeur du groupe déclare que bien qu'« il y ait eu des cas où candidats ont exagéré leurs antécédents » dans le passé, le groupe « n'avait vu personne qui ait inventé une histoire de vie entièrement fausse. »
Les dirigeants républicains restent dans un premier temps largement silencieux sur le scandale,. En particulier, le président républicain de la Chambre, Kevin McCarthy, ne fait aucun commentaire. Certains anciens partisans au sein du parti ont demandé à Santos de s'expliquer, y compris le président du Comité républicain du comté de Nassau, ainsi que l'ancien membre du Congrès républicain de Long Island, Peter T. King. Il a été rapporté plus tard que les hauts dirigeants républicains de la Chambre étaient au courant des fausses déclarations biographiques avant les élections, un initié ayant déclaré au New York Post que le sujet était devenu une « blague courante » et que « nous supposions que [ces problèmes] seraient pris en considération par les électeurs. »
Les observateurs expriment des doutes quant à savoir si la Chambre prendrait des mesures, étant donné l'étroite majorité républicaine de la chambre au prochain Congrès,. Santos déclare qu'il voterait pour McCarthy à la présidence de la Chambre lors des élections du 3 janvier 2023, à un moment où McCarthy a du mal à obtenir la majorité des voix nécessaires pour remporter la présidence ,. Norman Ornstein, un expert du Congrès, a déclaré que la Chambre, parce qu'elle a la responsabilité de déterminer les qualifications de ses membres, pourrait refuser à Santos le droit de sièger, déclenchant une élection spéciale, et que le Congrès l'aurait fait « si nous avions un système qui était véritablement construit autour de l'intégrité ». Le directeur politique de Citizens for Responsibility and Ethics à Washington a déclaré que Santos ne devrait pas avoir accès aux informations de sécurité nationale ou de renseignement, et a suggéré que « dans le cours normal des événements », il ne devrait pas obtenir d'habilitation de sécurité.
Plusieurs jours après les révélations, le bureau du procureur général de l'État de New York annonce qu'il réexaminerait la conduite de Santos.

## Faits de corruption
Le 10 mai 2023, George Santos est accusé de 13 chefs d'accusation de fraude et de crimes financiers, et est placé en garde à vue.
Il est accusé de s’être servi illégalement des identités et de données financières personnelles de donateurs à sa campagne pour leur subtiliser des fonds. L'élu républicain s'est ensuite servi de l’argent détourné pour payer des traitements cosmétiques au Botox, des achats dans le magasin de luxe Ferragamo, ainsi que dans un casino et sur la plateforme de vidéos à caractère pornographique OnlyFans.
Alors qu'un comité d’éthique de la Chambre des représentants a lancé une enquête, une proposition de loi pour expulser George Santos échoue début novembre 2023 par 179 votes pour et 213 contre. Une deuxième proposition de loi le 1er décembre entraine son expulsion du Congrès, il devient le 6e membre à être expulsé de la Chambre des représentants de son histoire,. Il est expulsé par 311 votes pour et 114 votes contre ; le groupe républicain se divise en part égale sur le vote. Le speaker Mike Johnson vote contre la résolution. À la suite de son éviction une élection spéciale à lieu dans le district dont il était élu et le 13 février 2024 le siège du congrès revient au démocrate Tom Suozi.
En août 2024, George Santos plaide coupable de fraude électronique et de vol d'identité aggravé dans le cadre d'un accord de plaidoyer dans lequel il admet également avoir commis les autres crimes dont il est accusé dans l'acte d'accusation de remplacement, devant un tribunal de Long Island à New York,. Il est condamné en avril 2025 à sept ans de prison, il débute sa peine le 25 juillet 2025 à l'institution correctionnelle fédérale de Fairton (en) dans le New Jersey.

## Vie privée
En octobre 2022, Santos déclare aux médias : « Je suis ouvertement gay, je n'ai jamais eu de problème avec mon identité sexuelle au cours de la dernière décennie. » Santos épouse une femme en 2012 dont il divorce en 2019, selon The Daily Beast. La première fois qu'il révèle publiquement son mariage remonte à décembre 2022, lorsqu'il déclare au Post : « Je suis sorti avec des femmes dans le passé. J'ai épousé une femme », ajoutant qu'il est « en accord avec [s]a sexualité. Les gens changent,. »
Santos offre des récits contradictoires concernant sa résidence. Lors de sa campagne de 2020, il inscrit sa maison comme étant à Elmhurst, dans le Queens, en dehors des limites du district congressionnel dans lequel Santos brigue alors un mandat. Santos et son mari ont ensuite déménagé dans une maison en rangée à Whitestone, Queens ; son propriétaire a déclaré qu'il y a emménagé en juillet 2020.
En janvier 2021, Santos affirme que lui et son mari ont trouvé des pierres et des œufs jetés sur l'appartement après leur retour d'une fête à Mar-a-Lago, un vandalisme qui l'aurait obligé à passer plusieurs heures au téléphone avec la police et les assureurs. Sa propriétaire, la propriétaire et l'occupante de l'étage inférieur de la maison ne se souviennent cependant d'aucun incident de ce type et le Times ne trouve aucun rapport de police faisant état de vandalisme à cette adresse pendant cette période. En mars 2022, Santos déclare à Newsday qu'il a quitté la maison de Whitestone et emménagé dans un autre quartier non spécifié à cause du vandalisme, mais sept mois plus tard, il affirme qu'il vit toujours au domicile de Whitestone. Santos était inscrit pour voter à l'adresse de Whitestone lors de ses campagnes au Congrès, mais ne semblait pas y vivre.
Trois fois au milieu des années 2010, Santos est expulsé de propriétés louées du Queens (à Jackson Heights, Whitestone et Sunnyside) en raison du non-paiement du loyer. En 2016, un tribunal du Queens rend un jugement civil de 12 208 dollars contre Santos lié à la deuxième expulsion. Santos déclare au Post que la maladie de sa mère avait contraint sa famille à s'endetter à l'époque ; il n'avait pas encore payé le loyer qu'il devait, car il « l'avait complètement oublié. »
Une semaine plus tard, en février 2016, Santos s'inscrit pour voter en Floride, où il vote cette année-là en novembre, puis se réinscrit à New York six jours plus tard, rapporte The Intercept.
La propriétaire de Santos déclare qu'il a déménagé en août 2022, laissant derrière lui 17 000 dollars de dommages et intérêts, mais les dossiers montrent qu'il est toujours inscrit à l'adresse lorsqu'il vote en novembre. Il continue à y recevoir du courrier après l'élection, y compris le certificat de sa victoire électorale, selon le propriétaire, qui en a jeté la majeure partie. Santos déclare aux journalistes qu'il prévoit déménager à Oyster Bay, mais lui et son mari ont apparemment emménagé dans une maison à Huntington, à l'extérieur des limites de son district congressionnel, en août 2022.